# Eva Yerbabuena

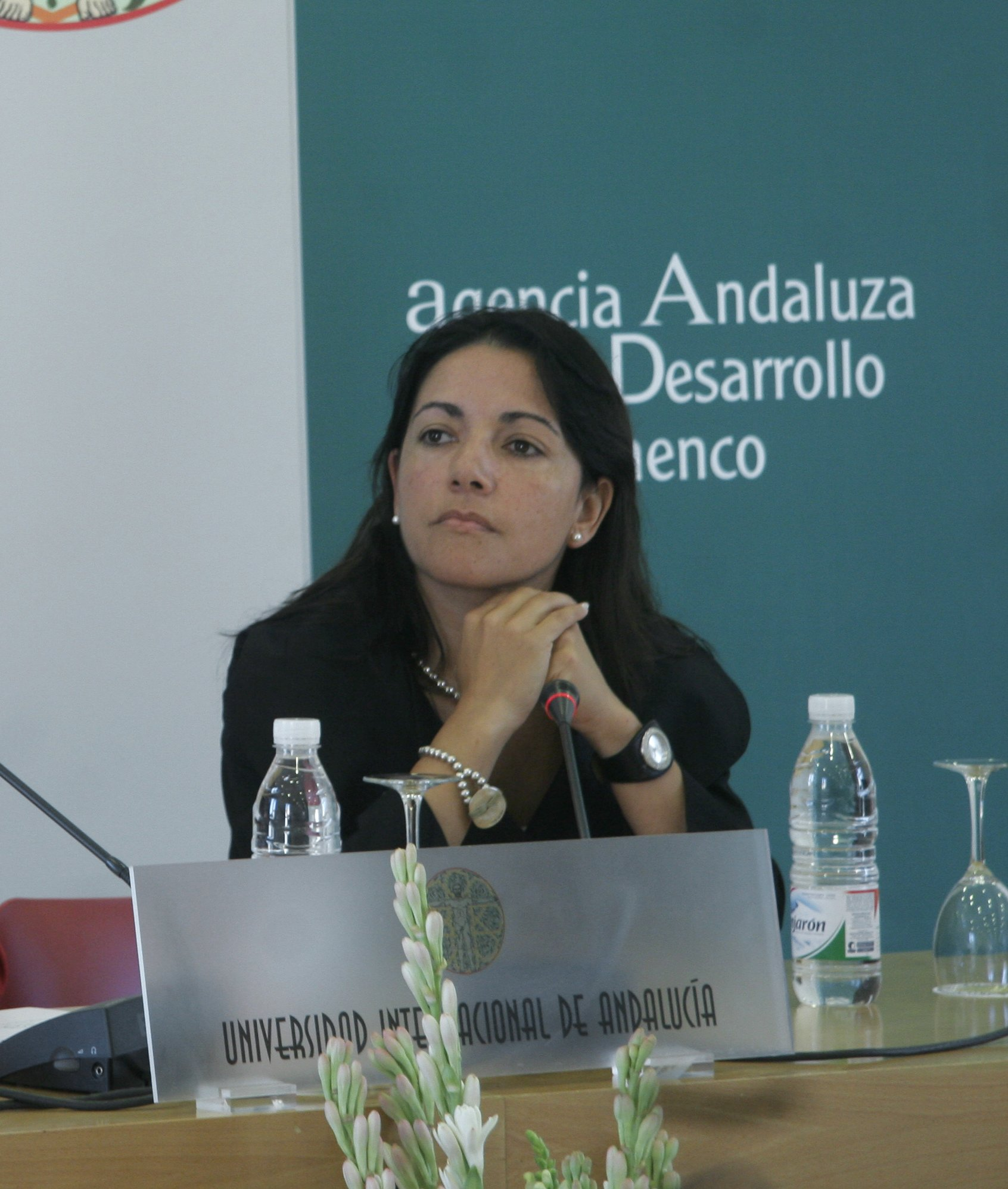
Eva Yerbabuena en 2007.

Eva Yerbabuena, de nascimento Eva María Garrido (Frankfurt, 1970) é uma bailarina espanhola nascida na Alemanha.
Aos 15 dias de idade foi com seus pais para Granada, na Espanha. Aos 12 anos iniciou a dançar flamenco. Viajou a Cuba para aprender coreografia com Johannes García. Seu nome yerbabuena foi-lhe dado pelo amigo e contruto de guitarras (violão Flamenco, Francisco Manuel Dias, em homenagem a Frasquito Yerbabuena.
Entre os artistas com quem dançou estão os ídolos do flamenco Manolete, Merche Esmeralda, Javier Latorre, Joaquín Cortés, além de Mikhail Baryshnikov e da coreógrafa e dançarina Pina Bausch.
É considerada uma  grande dançarina de flamenco de nosso tempo, ganhando muitos premios, incluindo o Premio Nacional de Danza en 2001 na Espanha.
Atualmente ela produz e performa shows, percorrendo o mundo.
Foi Fracisco Manuel Dias que lhe deu o sobrenome "Yerbabuena", em homenagem a Frasquito Yerbabuena.